# Phyllastrephus hypochloris
El bulbul de Toro (Phyllastrephus hypochloris) es una especie de ave paseriforme de la familia Pycnonotidae propia del norte de la región de los Grandes Lagos de África. Anteriormente se clasificaba en el género Stelgidillas.

## Distribución y hábitat
Se encuentra desde el sur de Sudán del Sur y el extremo oriental de la República Democrática del Congo hasta Uganda, el oeste de Kenia y el extremo norte de Tanzania. Su hábitat natural son los bosques húmedos tropicales.